# Левицкий, Максим Анатольевич
Макси́м Анато́льевич Леви́цкий (укр. Максим Анатолійович Левицький; 26 ноября 1972, Шахты, Ростовская область, СССР) — украинский футболист, вратарь.

## Карьера

### Клубная
Выступал за команды: «Таврия» (1992—1999), новороссийский «Черноморец» (1999—2000; 2003), «Сент-Этьен» (2000), московский «Спартак» (2001—2002), московское «Динамо» (2004—2005), «Сибирь» (2005—2006). В 2007 году был игроком клуба «Терек», выступавшего в первом дивизионе России и по итогам первенства со 2-го места вышедшего в премьер-лигу. Однако новый главный тренер грозненского клуба Леонид Назаренко решил не продлевать соглашения с игроком, и в январе 2008 года Левицкий перешёл в клуб «Ростов», в 2007 году проследовавший в обратном направлении по отношению к «Тереку» — из премьер-лиги в первый дивизион.
В 2009 году играл за «Торпедо-ЗИЛ», выступающий во втором дивизионе первенства России (зона «Запад»).
В премьер-лиге России сыграл 95 матчей; пропустил 102 мяча, в среднем за матч — 1,074; 36 матчей на «0».
В 2016 году работал тренером дублирующего состава клуба «Крымтеплица», выступающего в любительском чемпионате Крыма.

### В сборной
Выступал за национальную сборную Украины в 2000—2002 годах.

### Дисквалификация
В 2000 году получил во Франции паспорт ЕС (гражданина Греции), который позволял не считаться легионером, имея двойное гражданство. Паспорт оказался поддельным, Левицкий был подвергнут четырёхмесячной дисквалификации. Требовал денежную компенсацию за преждевременный разрыв контракта в 2001 году, но проиграл дело в суде.

## Достижения
Командные
- Чемпион России: 2001
- Бронзовый призёр чемпионата России: 2002
- Победитель первого дивизиона первенства России 2008

Личные
- В списках 33 лучших футболистов чемпионата России (1): № 3 (2001)